# Rhetenor
Rhetenor is een geslacht van spinnen uit de familie springspinnen (Salticidae).

## Soorten
De volgende soorten zijn bij het geslacht ingedeeld:
- Rhetenor diversipes Simon, 1902
- Rhetenor texanus Gertsch, 1936